# Gerald FitzGerald (14e comte de Kildare)
Pour les articles homonymes, voir Gerald FitzGerald et FitzGerald.
Gerald FitzGerald, (mort le 11 février 1612) paire d'Irlande est le 14e comte de  Kildare de 1599 à 1612.

## Contexte familial
Gérald de Kildare est le fils de Edouard FitzGerald, le plus jeune fils de Gerald le 9e comte de Kildare, et de sa seconde épouse Elizabeth Grey (en)
, une cousine d'Henri VIII d'Angleterre. Sa mère est Agnes (ou Anne)  Leigh,   fille de Sir John Leigh de Stockwell, dans le Surrey, qui était un demi-frère de Catherine Howard, la 5e épouse d' Henri VIII, tous deux étant les enfants de
Joyce Culpepper (en). Agnès était en outre la veuve de Sir Thomas Paston, de la célébré famille du Norfolk auteur des  Lettres de Paston.

## Biographie
Le comte de  Kildare est fait chevalier en 1599 et succède à son cousin William comme Comte de Kildare la même année. Il sert comme Gouverneur d'Offaly en 1600 et il est nommé « Commissionner » du Connaught en 1604.
La dernière décennie de son existence est troublée par un long conflit juridique qui l'oppose à sa cousine Lettice Digby (en) , et à son époux. Lettice, était la seule héritière de son oncle Gerald FitzGerald, 11e comte de Kildare et de la comtesse, Mabel Browne (en), elle revendiquait une partie importante de l'héritage de son grand-père, mais peu avant sa mort elle avait été déshéritée.  En 1602, elle poursuivit Kildare et sa grand-mère âgée, alléguant que la comtesse Mabel avait falsifié ou modifié frauduleusement l'acte et que Kildare  par conséquent occupait illégalement sa propriété. Kildare intente une action en justice alléguant, de manière plutôt invraisemblable, que l'action était complice et que Mabel et Lettice complotaient pour le priver de ses biens L'affaire, devenue assez célèbre, traîne pendant des années avec des audiences devant plusieurs tribunaux de Londres et de Dublin. Kildare se plaignant amèrement de la honte de son honneur et de l'appauvrissement de sa succession, mais il n'est pas en mesure de mener la procédure à terme; l'affaire se poursuit même après la mort et celle de Mabel.

## Union et postérité
Lord Kildare avait épousé sa cousine Elizabeth Nugent, fille de Christopher Nugent (en), 5e Baron Delvin et de  Mary FitzGerald, fille du 11e comte de Kildare. Il meurt soudainement à Maynooth en février 1612 après s’être plaint 
d'une  "douleur à l'estomac". Il a comme successeur son fils Gerald qui n'est encore qu'un enfant.

## Source
- (en) T.W Moody, F.X. Martin et F.J. Byrne, A New History of Ireland IX Maps, Genealogies, Lists. A companion to Irish History part II, Oxford, Oxford University Press, 2011, 690 p. (ISBN 978-0-19-959306-4).